# 어느 여름날 밤에
"어느 여름날 밤에"는 2017년에 개봉한 대한민국의 영화이다.

## 캐스팅
- 김태훈 : 용준 역
- 신원호 : 태규 역
- 최재성 : 재성 역
- 이태림 : 협박남 역
- 문승훈 : 협박남 아들 역
- 이미정 : 식당 주인 역
- 이상우 : 인력소 사장 역
- 장기원 : 산책남 역
- 김창조 : 화장실남 역
- 박동주 : 여관 주인 역
- 김근형 : 서비스 손님 역